# Andrea Lloyd-Curry
Andrea Lane Lloyd-Curry (Moscow, 2 september 1965) is een voormalig Amerikaans basketbalspeelster. Zij won met het Amerikaans basketbalteam de gouden medaille tijdens de Olympische Zomerspelen 1988. Ook won ze met het nationale team in 1994 brons op het Wereldkampioenschap basketbal. 
Lloyd speelde voor het team van de Universiteit van Texas in Austin. Daarna speelde ze voor de Columbus Quest in de American Basketball League. Ook speelde ze in Italië bij Polisportiva Ahena Cesena. Ze maakte in 1999 haar WNBA-debuut bij de Minnesota Lynx. In totaal heeft ze 2 seizoenen in de WNBA gespeeld. 
Tijdens de Olympische Zomerspelen 1988 in Seoel won ze olympisch goud door  Joegoslavië te verslaan in de finale met 77-70. Tijdens het Wereldkampioenschap basketbal  1994 in Australië verloor het Amerikaanse team in de halve finales van Brazilië en wist uiteindelijk Australië te verslaan voor het brons.
Lloyd werd in 2007 toegevoegd aan de Women’s Basketball Hall of Fame. 